# Fotografía de bodegón

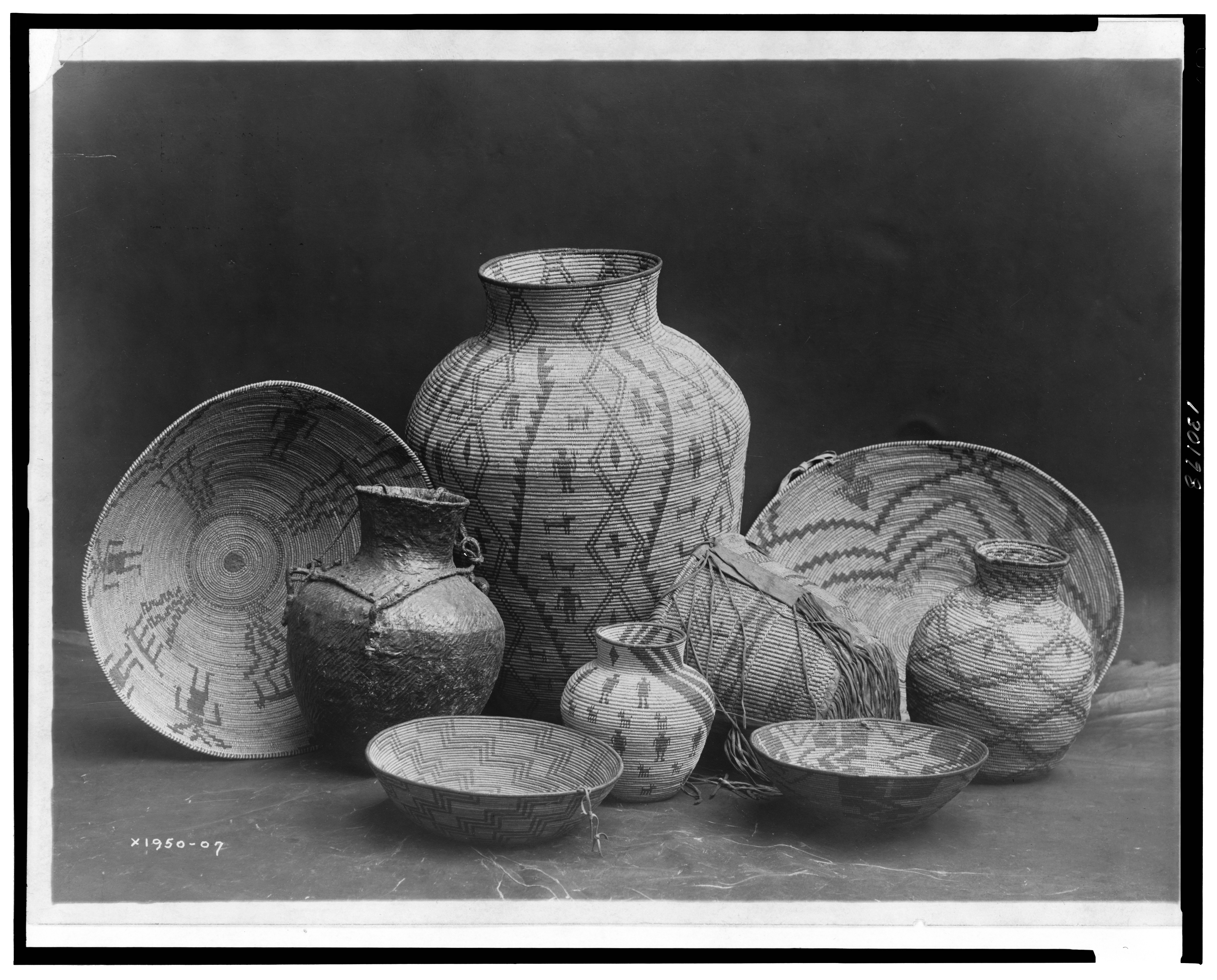
Apache still life («Bodegón apache»). c.1907 por Edward S. Curtis.

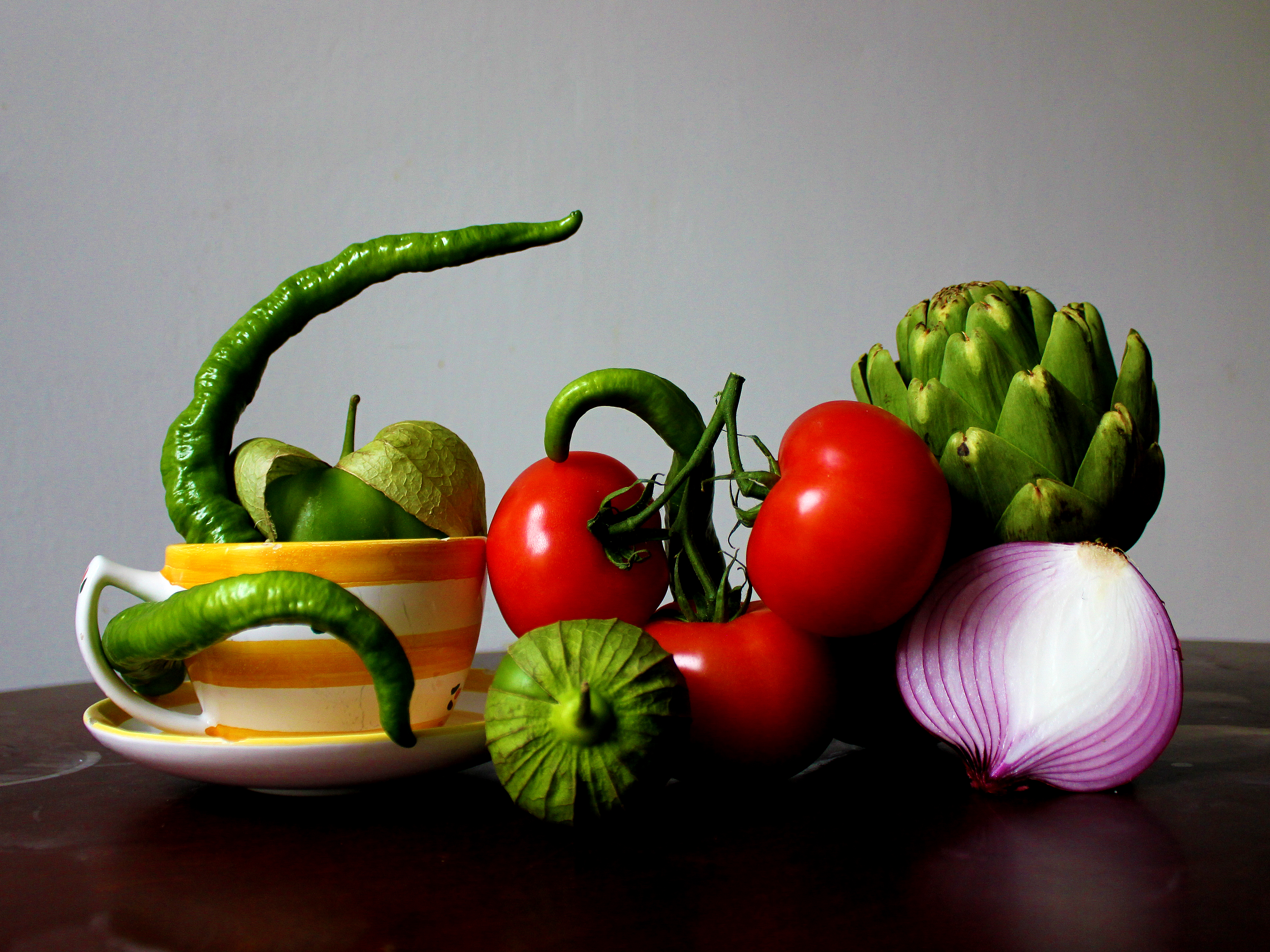
Bodegón con distintas verduras.

La fotografía de bodegón o de naturaleza muerta es un género de la fotografía en el que se representan de temas inanimados, generalmente un pequeño grupo de objetos. Es la aplicación en fotografía del género pictórico de la naturaleza muerta. Un ejemplo es la fotografía de alimentos.
Este género le da al fotógrafo más libertad en la disposición de los elementos de diseño dentro de una composición en comparación con otros géneros fotográficos, como la fotografía de paisajes o retratos. La iluminación y el encuadre son aspectos importantes de la composición de la fotografía de naturaleza muerta.
Las imágenes populares de bodegones incluyen grupos de flores, comida y espacio en el escritorio, pero la fotografía de bodegones no se limita a esas 3 categorías. Por lo general, los bodegones no están cerca del sujeto ni muy lejos, sino en un ángulo muy medio. El arte en la fotografía de naturaleza muerta a menudo se basa en la elección de los objetos que se están organizando y la iluminación en lugar de la habilidad del fotógrafo.
El Museo J. Paul Getty en Los Ángeles organizó la exposición In Focus: Still Life en 2010. La exposición incluyó obras de reconocidos fotógrafos de bodegones como Paul Outerbridge, Paul Strand, André Kertész, Albert Renger-Patzsch, Josef Sudek , Jan Groover, Sharon Core y Martin Parr.

## Fotógrafos de bodegón
- Irving Penn
- Edward Weston
- Hiro (Fotógrafo)
- Paul Outerbridge
- Paul Hebra
- André Kertész
- Albert Renger-Patzsch
- Josef Sudek
- Jan Groover
- Sharon Core
- Martin Parr
- Robert Mapplethorpe
- Daniel Gordon